# آکاسیای بایلیانا
آکاکیا بایلیانا (نام علمی: Acacia baileyana) نام یک گونه از سرده آکاسیا است.

## نگارخانه

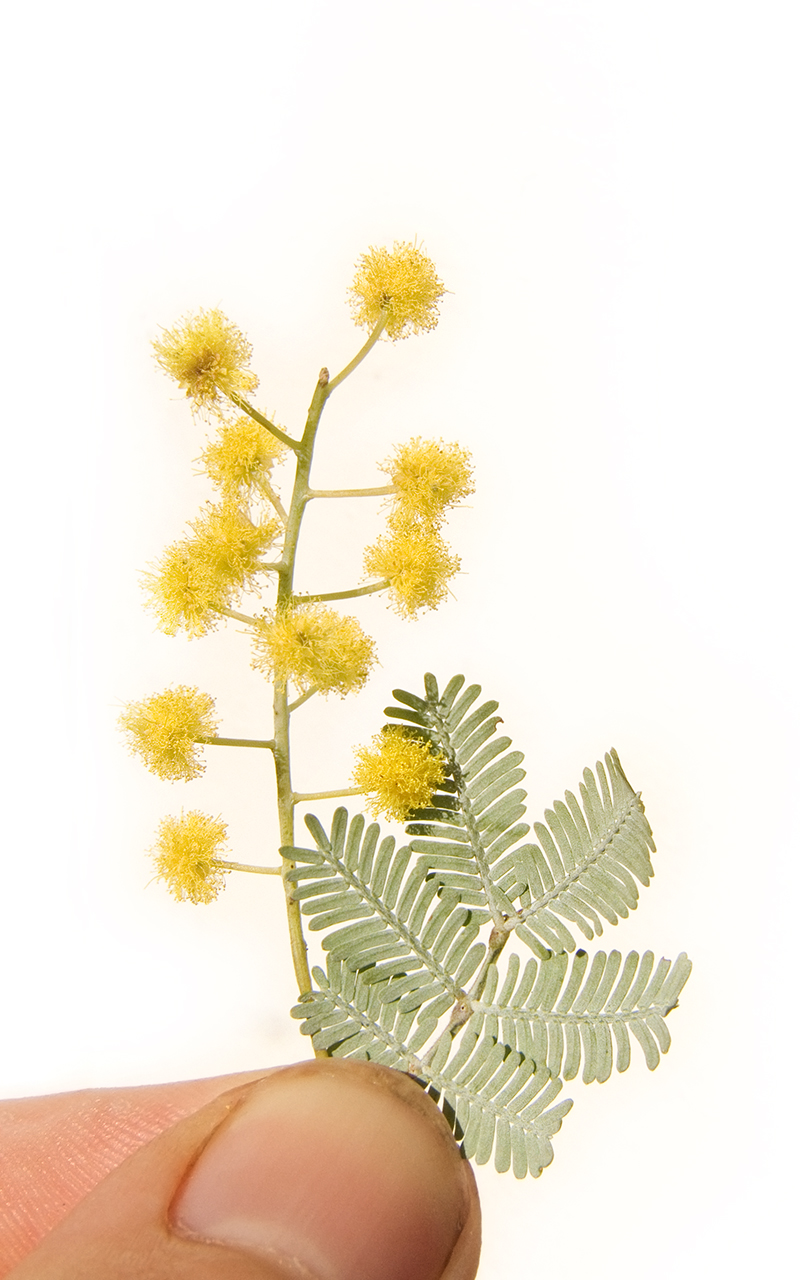
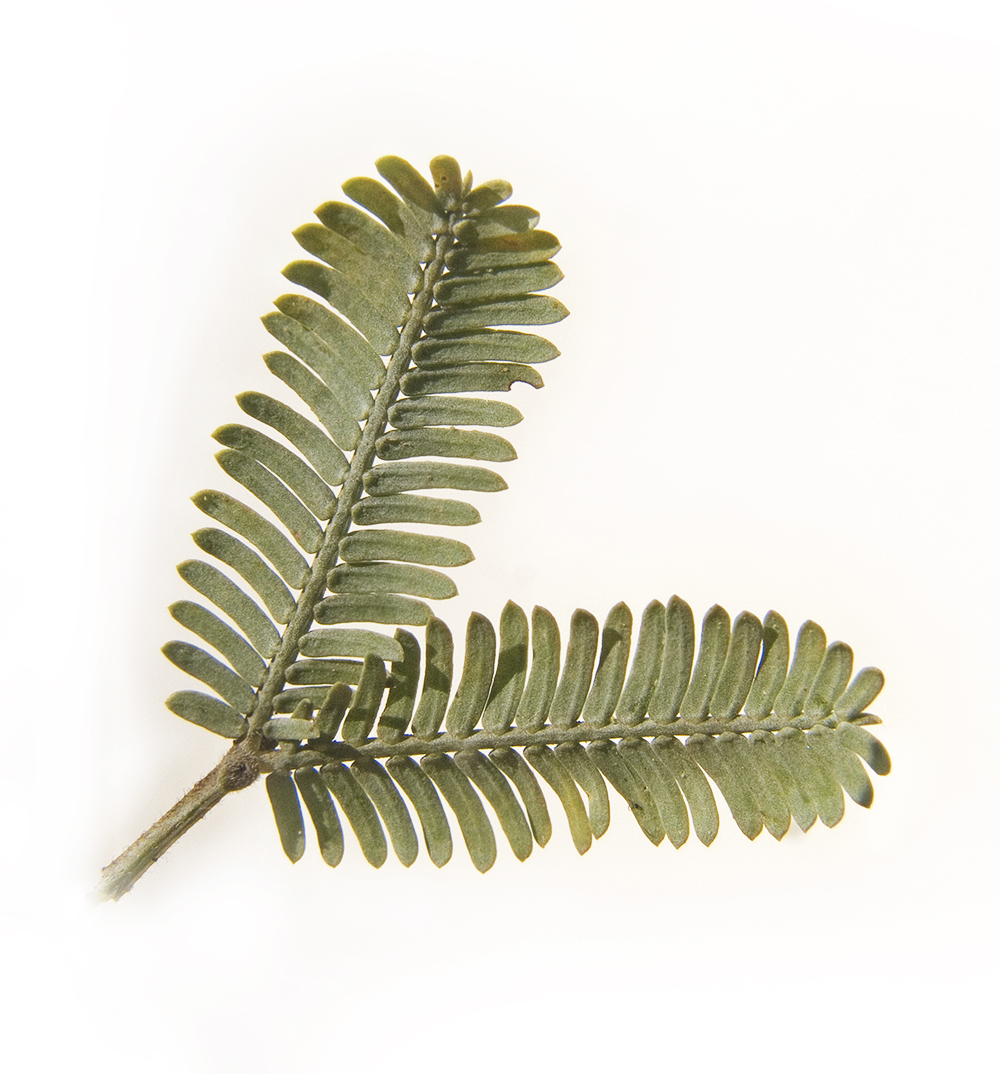
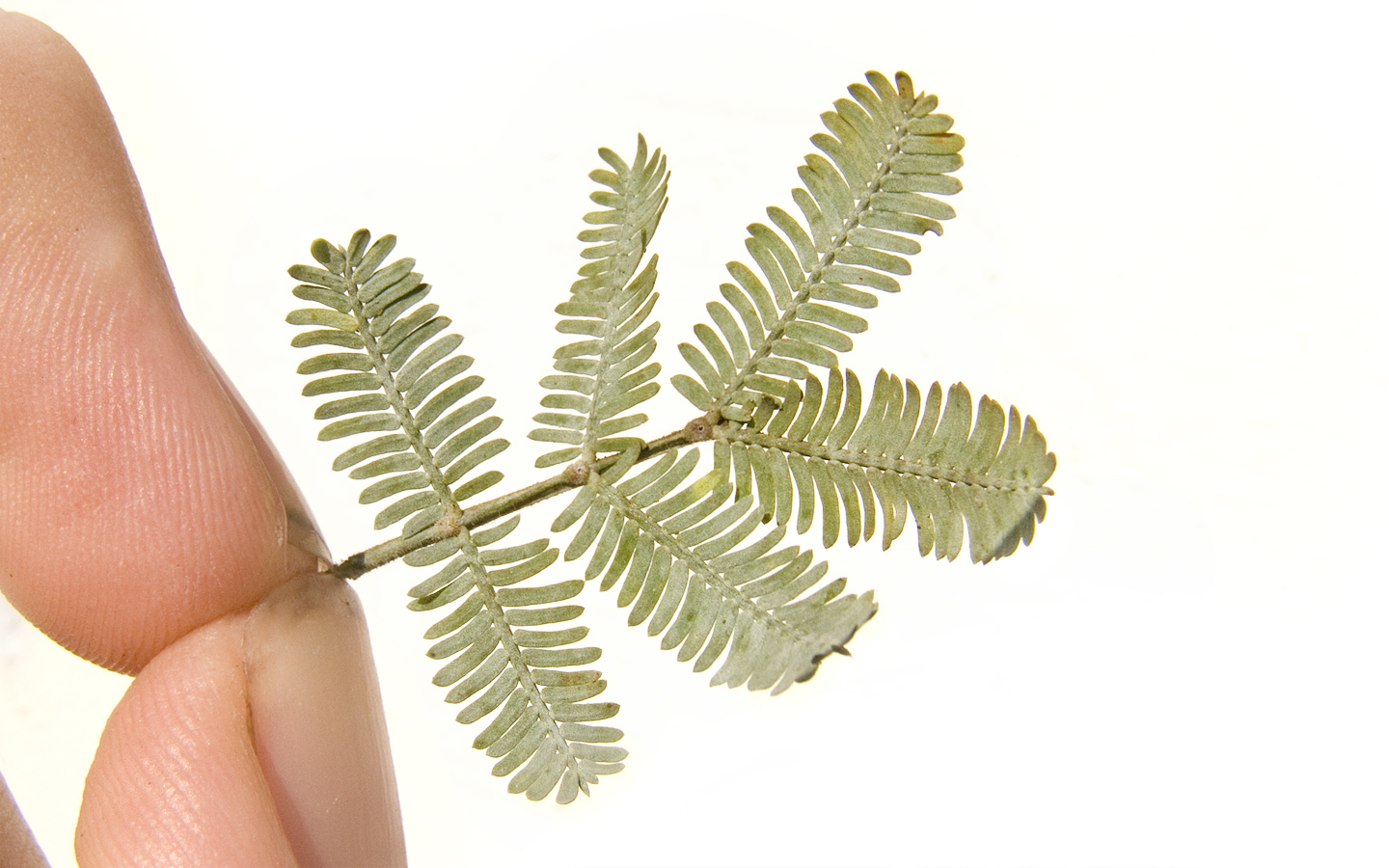
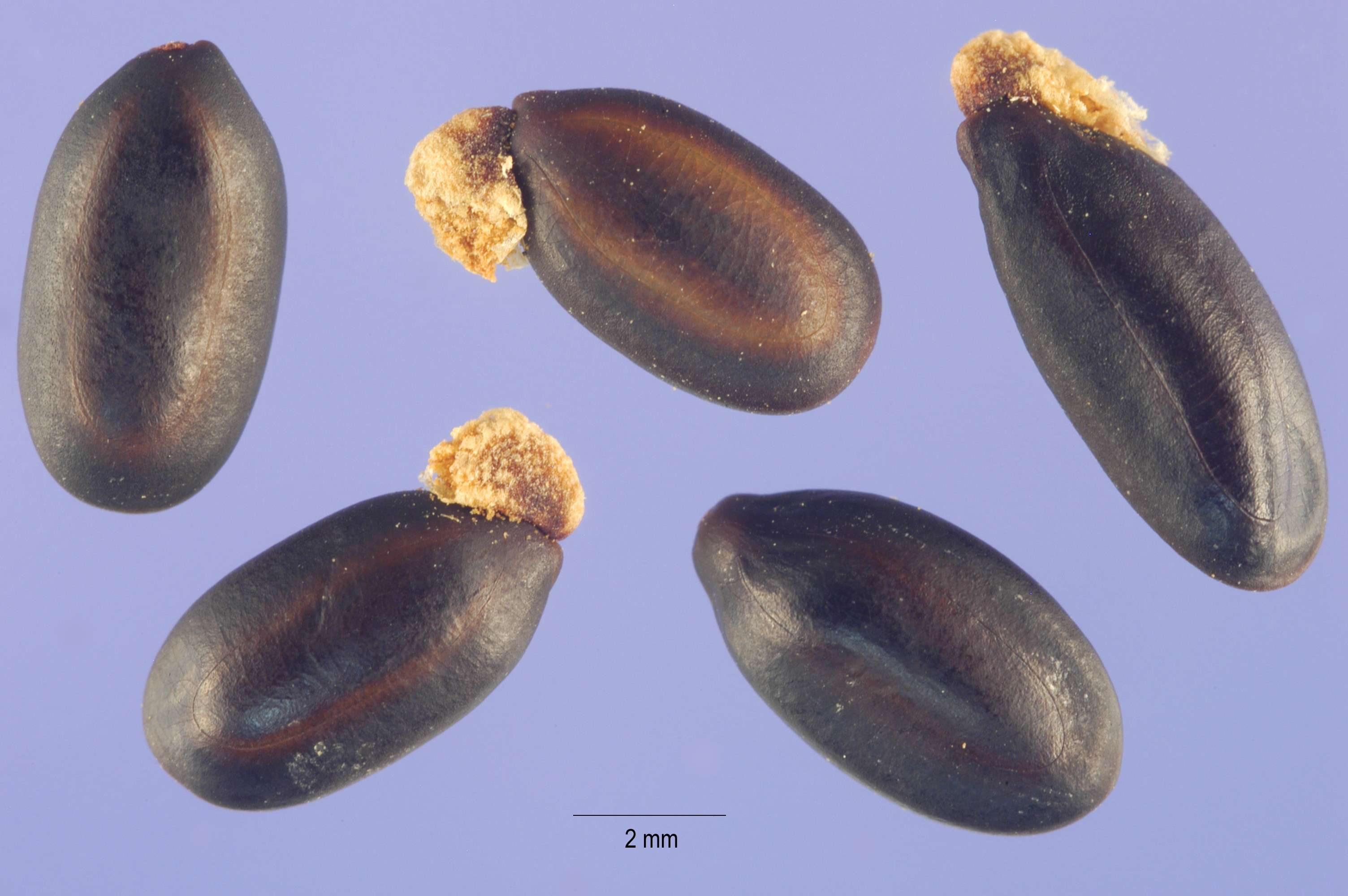
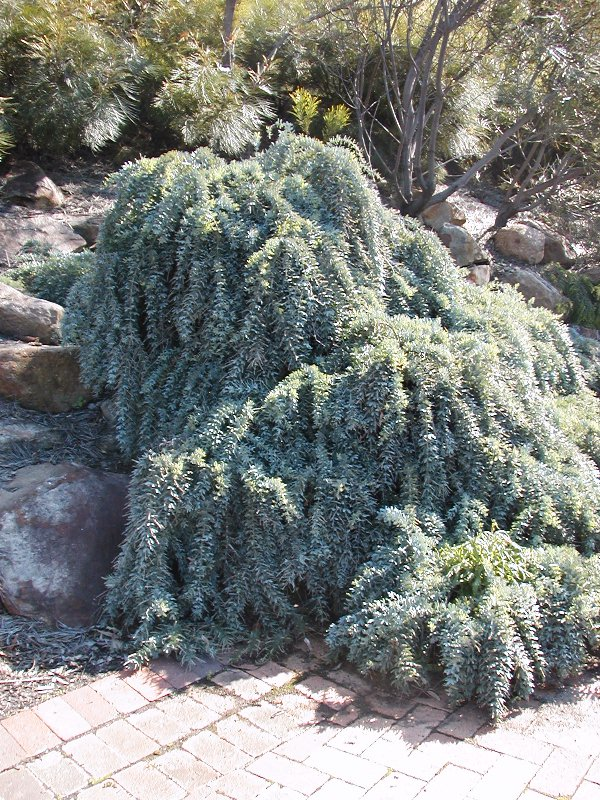